# Idiops arnoldi
Idiops arnoldi là một loài nhện trong họ Idiopidae.
Loài này thuộc chi Idiops. Idiops arnoldi được J. Hewitt miêu tả năm 1914.